# Szó nélkül
A Szó nélkül (eredeti cím: Do Not Disturb) 1999-es holland-német krimi. A filmet Dick Maas rendezte, főszereplői William Hurt, Francesca Brown, Jennifer Tilly, Denis Leary és Michael Chiklis. 

## Rövid történet
Egy néma kislány
életveszélyes bajba kerül, mert gyilkosság szemtanúja lesz.

## Cselekmény
|  | Alább a cselekmény részletei következnek! |

Walter Richmond üzleti ügyben Amszterdamba utazik feleségével és kislányával, Mellissával. Nem sokkal megérkezésük után a szállodában egy családi ismerős fogadja őket, és kikíséri a mosdóba a kislányt. Csakhogy egy óvatlan pillanatban szem elől téveszti Melissát, aki végül az utcára kitévedve véletlenül szemtanúja lesz egy gyilkosságnak. Balszerencséjére a gyilkos is észreveszi őt, ezért utasítja az emberét, hogy keresse meg és tegye el láb alól a kislányt. Az ügy aztán a körülmények összjátéka folytán egy egész estés, izgalmas kergetőzéssé válik a szállóban, az utcán, és még a csatornában is, miközben Melissa még segítséget se nagyon tud kérni, mivel néma...
|  | Itt a vége a cselekmény részletezésének! |

## Szereplők
- William Hurt – Walter Richmond
- Jennifer Tilly – Cathryn Richmond
- Francesca Brown – Melissa Richmond
- Denis Leary – Simon
- Michael Chiklis – Rudolph Hartman
- Corey Johnson – Bruno Decker
- Jason Merrells – Chris Mulder
- Dawid Gwillim – Simon Van Der Molen
- Michael A. Goorjian – Billy Boy Manson